# Chiesa di Sant'Abbondio (Buronzo)
La chiesa di Sant'Abbondio è la parrocchiale di Buronzo, in provincia ed arcidiocesi di Vercelli; fa parte del vicariato di Arborio-Buronzo.

## Storia
Da un documento del 1184 s'apprende che all'epoca la chiesa di Sant'Abbondio dipendeva dal monastero di San Pietro di Castelletto, retto dai monaci cluniacensi.
All'inizio del Trecento il giuspatronato della parrocchia fu affidato ai signorotti del Consortile di Buronzo.
L'attuale parrocchiale è frutto di un rifacimento condotto all'inizio del XVIII secolo.
Nel 2018 la chiesa subì un intervento di restauro del tetto.

## Descrizione

### Esterno
La facciata della chiesa è a salienti ed è caratterizzata da quattro semicolonne corinzie che sorreggono una cornice al di sopra della quale si legge la scritta DIVO ABUNDIO DICATUM; la facciata termina con il timpano, al culmine del quale si trova una croce e ai lati due pinnacoli.
Il campanile, che ha base quadrata, è ornato da modanature e da cornici marcapiano.

### Interno
L'interno è suddiviso in tre navate, di cui quella maggiore presenta la volta a crociera e termina con l'abside semicircolare caratterizzata dalla copertura a semicupola. 
Qui sono conservate diverse opere di pregio, tra le quali l'affresco avente come soggetto San Bernardino da Siena, dipinto nel Quattrocento, la pala raffigurante la Deposizione di Cristo, eseguita forse da Giuseppe Giovenone il Giovane nel XVI secolo, e l'altare maggiore di scuola lombarda, realizzato nel Settecento.